# Tygryski
Tygryski (Tigriornithinae) – podrodzina ptaków z rodziny czaplowatych (Ardeidae).

## Zasięg występowania
Podrodzina obejmuje gatunki występujące w Afryce i Ameryce.

## Podział systematyczny
Do podrodziny należą następujące rodzaje:
- Tigriornis Sharpe, 1895 – jedynym przedstawicielem jest Tigriornis leucolopha (Jardine, 1846) – tygryska białoczuba
- Tigrisoma Swainson, 1827